# 高原篤行
高原 篤行（たかはら あつゆき、1858年3月18日（安政5年2月4日） - 1949年（昭和24年）3月7日）は、日本の政治家、衆議院議員（1期）。

## 経歴
鹿児島県出身。漢学及び剣術を学ぶ。小学校訓導となり、囎唹郡末吉村（現・曽於市）長、鹿児島県会議員、同参事員となる。また、大日本武徳会鹿児島県支部顧問、鹿児島授産社常議員、鹿児島県産馬組合連合会常議員、同末吉村組合長、薩摩製糸(株)監査役となる。
1908年の第10回衆議院議員総選挙において鹿児島県郡部から立憲政友会公認で立候補して当選した。衆議院議員を1期務め、1912年の第11回衆議院議員総選挙には出馬しなかった。1949年に死去した。